# Romana Toruńczyk

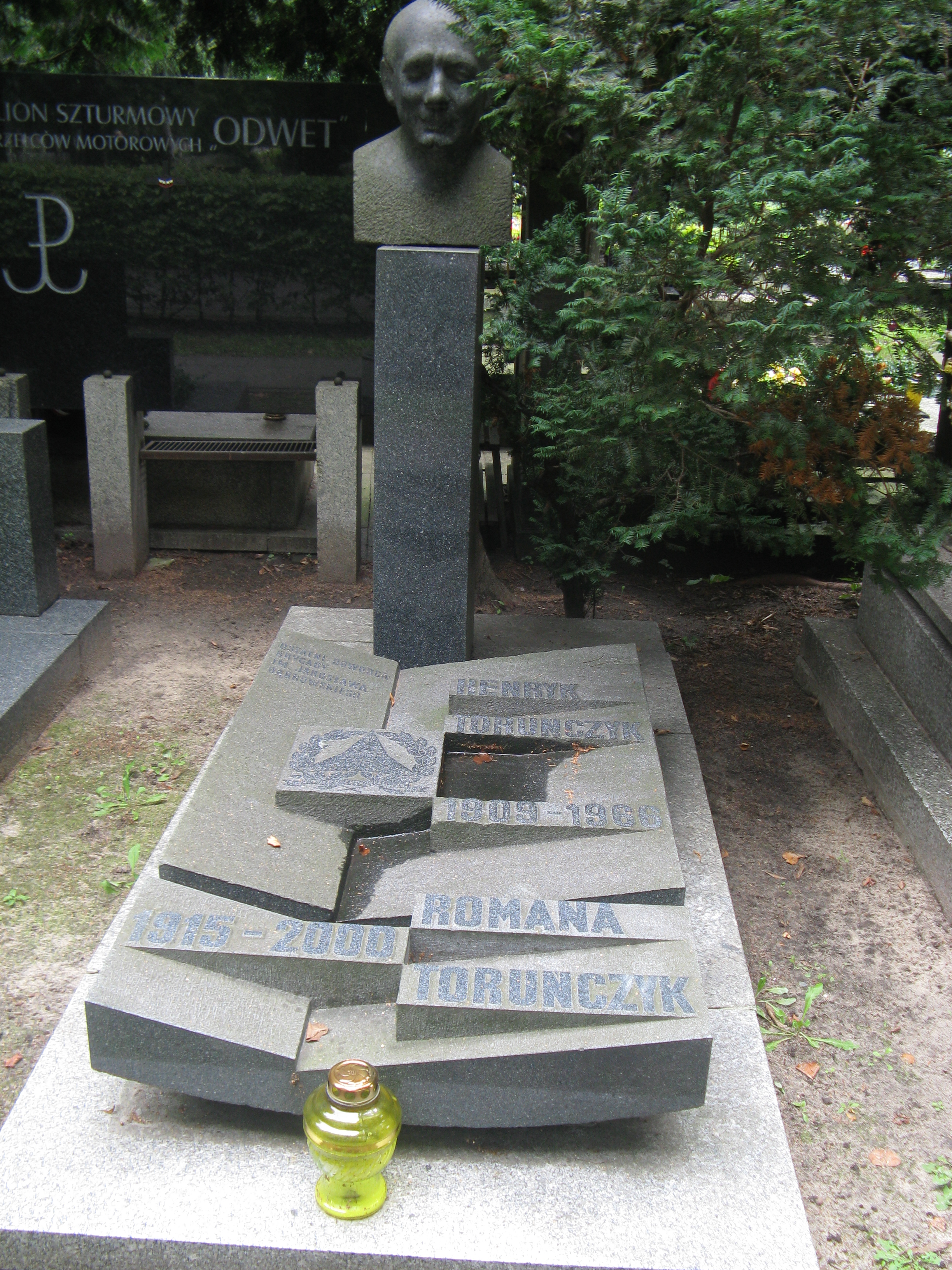
Grób Romany Toruńczyk na cmentarzu Wojskowym na Powązkach

Romana Toruńczyk (ur. 15 października 1915 w Łodzi, zm. 2 lutego 2000) – polska historyk, badaczka dziejów KZMP, działaczka Komunistycznego Związku Młodzieży Polski i PPR.

## Życiorys
Urodziła się w rodzinie Adama Szykiera (1886–1935) i Cecylii z Glicksbergów (1887–1944). Jej starszą siostrą była Sabina Nowicka. W młodości Romana była działaczką Komunistycznego Związku Młodzieży Polski. Związana z Bolesławem Mołojcem. W latach 1939–1940 jako członkini Kominternu – przebywała we Francji, następnie w Moskwie. Uczestniczyła w grupie polskich komunistów w ZSRR, która później powołała w kraju PPR. W latach 1943–1944 była oficerem polityczno-wychowawczym w Polskim Samodzielnym Batalionie Specjalnym (posługiwała się nazwiskiem Pawłowska). W latach 1944–1945 była kierownikiem Wydziału Propagandy Masowej w Resorcie Propagandy PKWN, a następnie dyrektorem departamentu w Ministerstwie Propagandy Rządu Tymczasowego. 11 marca 1946 została zdemobilizowana (była w stopniu kapitana). W latach 1946–1950 pracowała w Akademii Nauk Politycznych. Była sekretarzem Zarządu Głównego Towarzystwa Uniwersytetów Robotniczych. W okresie od 12 października 1949 do 31 grudnia 1950 na stanowisku wicedyrektora Muzeum Polskiego w Rapperswilu.
15 stycznia 1955 została odznaczona Medalem 10-lecia Polski Ludowej.
3 czerwca 1965 obroniła doktorat w Wyższej Szkole Nauk Społecznych na podstawie pracy Komunistyczny Związek Młodzieży Polski w latach 1933–1936. Walka o front Młodego Pokolenia, którą napisała pod kierunkiem Tadeusza Daniszewskiego. Praca ta ukazała się drukiem dopiero w 1970 roku. Pracowała w Zakładzie Historii Partii. 28 marca 1968 dyrekcja Zakładu Historii Partii w porozumieniu z sekretarzem KC PZPR, Witoldem Jarosińskim zwolniła Romanę Toruńczyk z pracy „w związku z postępowaniem śledczym w sprawie jej córki – Barbary”. Była autorką haseł w Polskim Słowniku Biograficznym Słowniku biograficznym działaczy polskiego ruchu robotniczego.
Była drugą żoną Henryka Toruńczyka. Jej synem jest Adam Henryk, córką Barbara.
Pochowana na wojskowych Powązkach (kwatera A 25-Tuje-18).

## Wybrane publikacje
- Z dziejów rewolucyjnej walki młodzieży w latach 1929–1933, Warszawa: „Iskry” 1961.
- (redakcja) Kazetempowcy: zbiór szkiców i biograficznych wspomnień, pod red. Romany Toruńczyk i Władysława Góry, przedmowa S. Wygodzki, Warszawa: „Iskry” 1963.
- O Komunistycznym Związku Młodzieży Polski, Warszawa: Zarząd Propagandy i Agitacji Głównego Zarządu Politycznego WP 1965.
- W walce o front młodego pokolenia. Komunistyczny Związek Młodzieży Polski w latach 1933–1936, Warszawa: „Iskry” 1970.